# Климов, Николай Иванович
Николай Иванович Климов (1904—1992) — полковник Советской Армии, участник Великой Отечественной войны, Герой Советского Союза (1945).

## Биография
Николай Климов родился 19 мая 1904 года в деревне Землянки Петровского уезда Саратовской губернии. В 1931 году он окончил рабфак, в 1934 году — два курса зоотехнического института. В 1941 году Климов окончил второй курс Военной академии имени Фрунзе. С того же года — на фронтах Великой Отечественной войны. Принимал участие в боях на Брянском, Юго-Западном, Степном, 1-м, 2-м и 3-м Украинском фронтах, два раза был ранен. Участвовал в Курской битве, освобождении Украинской и Молдавской ССР, Румынии, Венгрии, Австрии.
К началу 1945 года гвардии подполковник Николай Климов командовал 122-м гвардейским стрелковым полком 41-й гвардейской стрелковой дивизии. Отличился во время освобождения Венгрии. В январе 1945 года во время форсирования Дуная в районе города Мохач за четыре дня боёв полк Климова уничтожил 35 тяжёлых танков и несколько сотен солдат и офицеров противника.
Указом Президиума Верховного Совета СССР от 28 апреля 1945 года за «отвагу, мужество и умелое командование полком при форсировании Дуная и отражении контрудара противника в районе Будапешта» гвардии подполковник Николай Климов был удостоен высокого звания Героя Советского Союза с вручением ордена Ленина и медали «Золотая Звезда» за номером 3488.
После окончания войны в звании полковника Климов был уволен в запас. Проживал в Кировограде. Умер в 1992 году, похоронен в Пантеоне Вечной Славы Кировограда.
Был также награждён двумя орденами Красного Знамени, орденами Суворова 3-й степени, Отечественной войны 1-й и 2-й степеней, Красной Звезды, рядом медалей.